# Wahlbach, Haut-Rhin
Wahlbach là một xã trong tỉnh Haut-Rhin, vùng Grand Est ở đông bắc Pháp. Xã này có diện tích 6,41 km², dân số năm 1999 là 409 người. Khu vực này có độ cao 320 mét trên mực nước biển.